# 氣旋尼薩爾加
強烈氣旋風暴尼薩爾加（英語：Severe Cyclonic Storm Nisarga，聯合颱風警報中心編號：02A，印度氣象局編號：ARB 02）是2020年北印度洋氣旋季第3個熱帶氣旋和第2個獲命名的風暴。

## 發展過程
5月30日，一個低壓在印度以西形成，美國海軍研究實驗室給予擾動編號93A。
5月31日凌晨，聯合颱風警報中心給予發展評級「低」。下午，聯合颱風警報中心將評級升為「中」。
6月1日下午，印度氣象局給予其編號ARB 02，評價為低氣壓。晚間聯合颱風警報中心將評級升為「高」，並發布熱帶氣旋形成警報。
6月2日下午，印度氣象局將其升格為氣旋風暴，並命名為尼薩爾加（Nisarga）。
6月3日凌晨，印度氣象局將其升格為強烈氣旋風暴。並於下午3點30分前後在印度馬哈拉施特拉邦斯赫里瓦爾丹（Shrivardhan） 附近沿海登陸，造成至少2人死亡。

## 外部連結
- 印度氣象局 （页面存档备份，存于）
- 聯合颱風警報中心 （页面存档备份，存于）